# Agrotis colossa
Agrotis colossa är en fjärilsart som beskrevs av Charles Boursin 1965. Agrotis colossa ingår i släktet Agrotis och familjen nattflyn. Inga underarter finns listade i Catalogue of Life.